# Robert von Steiger
Pour les articles homonymes, voir Steiger.
 (avril 2023).
Si vous disposez d'ouvrages ou d'articles de référence ou si vous connaissez des sites web de qualité traitant du thème abordé ici, merci de compléter l'article en donnant les références utiles à sa vérifiabilité et en les liant à la section « Notes et références ».
Johann Ludwig Robert von Steiger (né le 8 janvier 1856 à Rio de Janeiro, mort le 1er juin 1941 à Buenos Aires) est un peintre suisse.

## Biographie
Robert von Steiger est un descendant de la famille patricienne bernoise Steiger, l'un des dix enfants du propriétaire de la plantation et ancien officier de la marine royale néerlandaise Johann Wilhelm von Steiger (1818–1895) et sa femme Henriette Maria Friederika Fanny Pigott (1825–1878). Il passe sa jeunesse à partir de 1858 à Thoune, en Suisse, où son père crée une fabrique de fusils. Il fréquente le progymnasium et de 1870 à 1872, il fait un apprentissage de menuisier et de contremaître.
Entre 1874 et 1876, il fréquente l'école d'art de Berne auprès d'Albert Walch et Paul Volmar. De 1876 à 1887, il étudie la peinture à l'académie des beaux-arts de Düsseldorf. où il y a comme professeurs Andreas Müller, Hugo Crola, Heinrich Lauenstein, Karl Müller, Peter Janssen, Eduard Gebhardt, Julius Roeting et Wilhelm Sohn.
Le 11 octobre 1882, il épouse Emilie Johanna Elwin (1858-1948) à Düsseldorf, la fille du britannique Robert Baker Elwin et de son épouse allemande Emma, peintre. Le couple a trois enfants : Hans Georg (1883-1922), Emma Eleonore (née en 1886) et Wolfgang Joachim (1889-1948).
Il interrompt sa formation à Düsseldorf en 1883-1884 pour travailler à Rome et Florence. En 1887-1888, il séjourne à Munich. En 1890, il vit dans la maison de sa belle-mère à Düsseldorf-Pempelfort, puis il se rend à Berne, où il vit jusqu'en 1896. Il émigre en Argentine et vit à Buenos Aires en tant que peintre et enseignant et où il meurt en 1941 à 85 ans.